# Stilluppbach
Der Stilluppbach, auch als die Stilluppe bezeichnet, ist ein rechter Zufluss des Zemmbachs in den Zillertaler Alpen in Tirol.

## Name
Der Bach wurde um das Jahr 1350 als Stilupp erstmals schriftlich erwähnt. Der Name ist vorgermanischen Ursprungs und steht möglicherweise in Zusammenhang mit dem indogermanischen Verb *(s)tel- „fließen lassen“.

## Verlauf
Der Stilluppbach entsteht aus mehreren Quellbächen im Quellkessel Gfaller Grund in rund 1900 m ü. A. Gespeist wird der Bach ganzjährig von den Schmelzwassern des Lapenkees (Höhe 2600–2900 m), Löfflerkees (Höhe 2300–2900 m), Westlichen Stillupkees (Höhe 2300–2900 m) und Östlichen Stillupkees (Höhe 2500–3000 m). Dem Östlichen Stillupkees entspringt der längste Quellbach. Der Stilluppbach fließt in nordöstlicher Richtung durch den Stilluppgrund und mündet zwischen Finkenberg und Mayrhofen in den Zemmbach, der wiederum rund einen Kilometer weiter in den Ziller mündet.

## Speicher Stillupp
Das Wasser des Baches wird zur Stromerzeugung verwendet und dazu im Speicher Stillupp gestaut. Über Druckstollen wird auch Wasser aus benachbarten Tälern und Stauseen in diesen Speicher geführt. Ein 4,5 km langer Druckstollen leitet das Wasser aus dem Speicher Stillupp zum Kraftwerk nach Mayrhofen.
Die 450 m lange Sperre Stillupp ist der Staudamm des Stausees Speicher Stillupp und wurde 5,3 km flussaufwärts der Mündung gebaut, der Stau überflutet den Stillupgrund auf einer Länge von 2,5 km.
Kurz vor der Mündung in den Zemmbach entwässert das Kraftwerk Mayrhofen in den Stilluppbach, so dass diese auf den letzten Metern erhebliche Wassermengen führt.

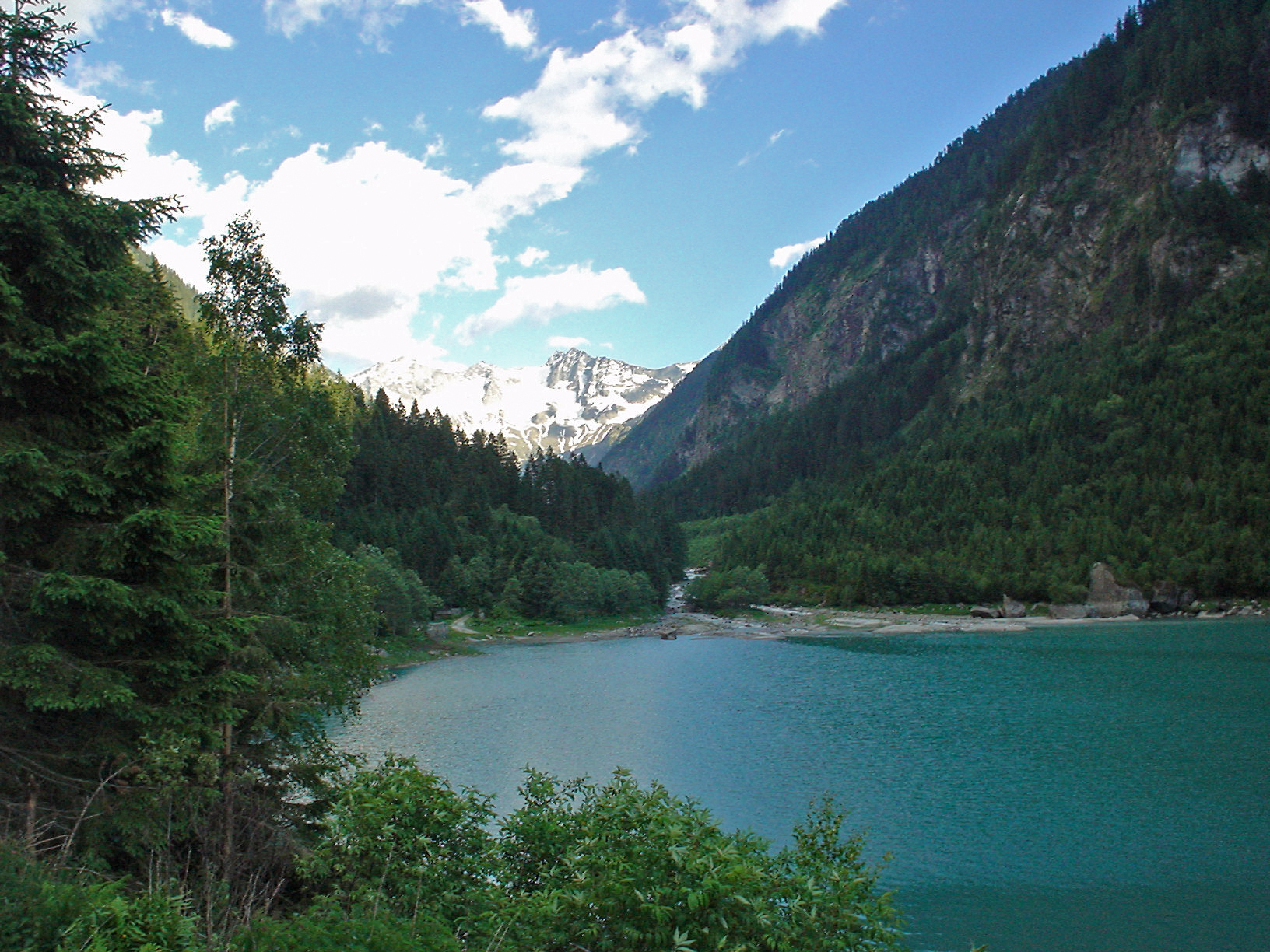
Mündung in den Stausee
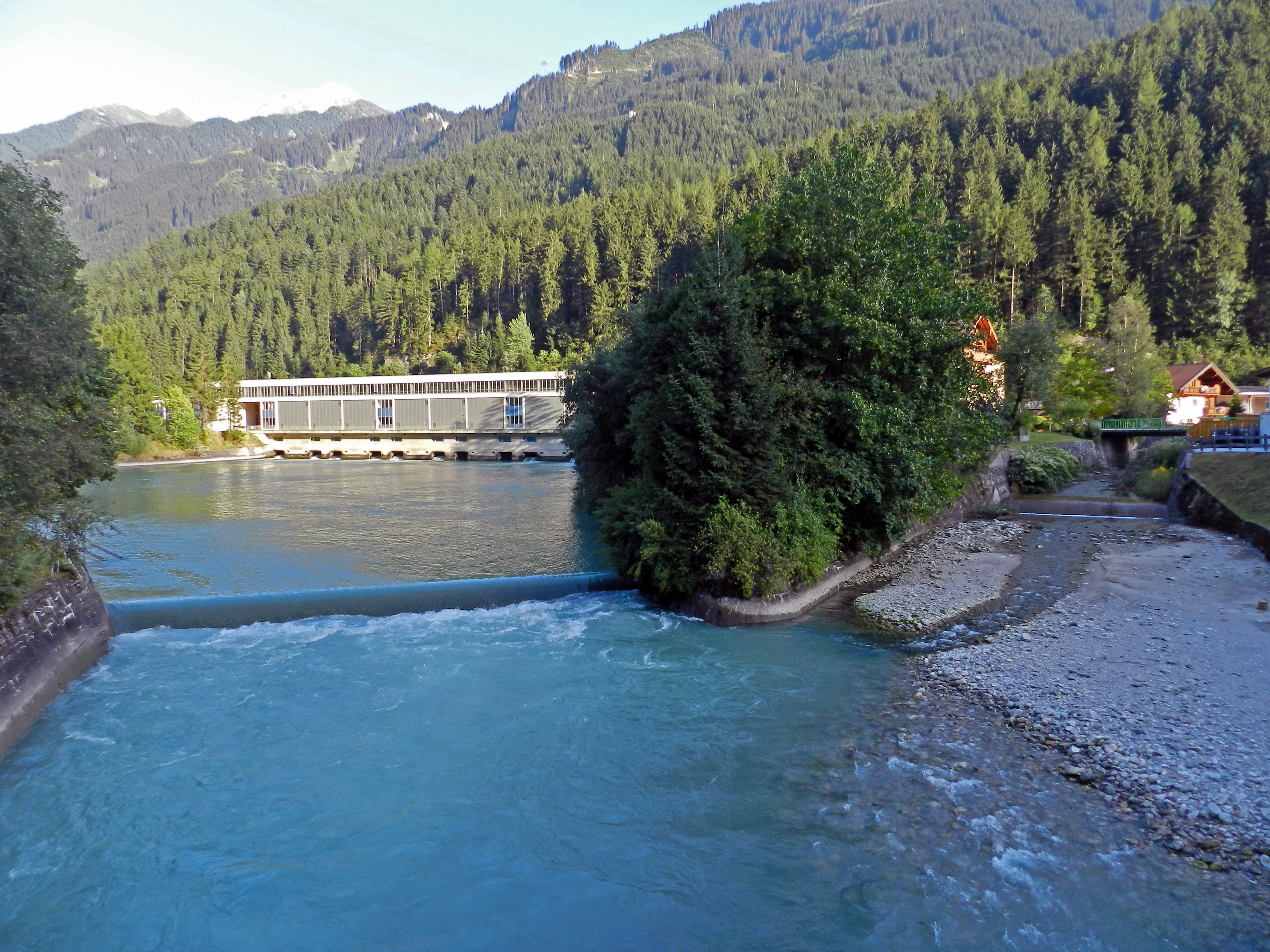
Abfluss des Kraftwerkes Mayrhofen (links) in den Stilluppbach (rechts)
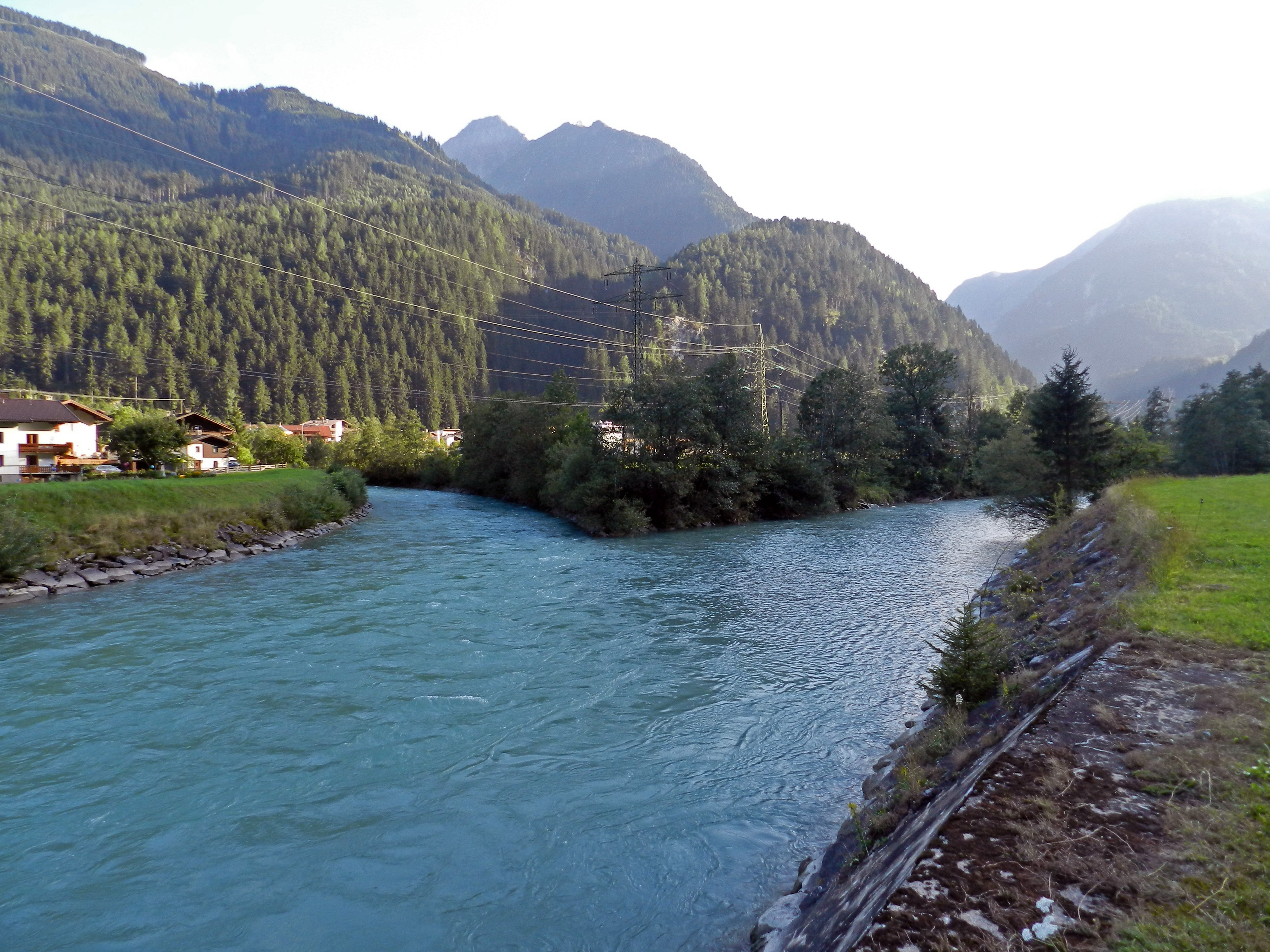
Mündung des Stilluppbachs (links) in den Zemmbach

## Belege
1. 1 2 3  TIRIS – Tiroler Rauminformationssystem
2. ↑  Karte: Nationaler Gewässerbewirtschaftungsplan, Ökologischer Zustand – Tirol (Seite nicht mehr abrufbar, festgestellt im Mai 2019. Suche in Webarchiven)  Info: Der Link wurde automatisch als defekt markiert. Bitte prüfe den Link gemäß Anleitung und entferne dann diesen Hinweis. (PDF-Datei; 3,16 MB)
3. ↑  Alpenvereinskarte 35/2: Zillertaler Alpen – Mitte (1:25.000). 7. Ausgabe 2008.
4. ↑  Albrecht Greule: Deutsches Gewässernamenbuch. Walter de Gruyter, Berlin / Boston 2014, ISBN 978-3-11-057891-1, S. 515, „Stilluppbach“ (Auszug in der Google-Buchsuche).